# 北京市八宝山革命公墓
北京市八宝山革命公墓是位于中國北京市石景山区石景山路9号的一座革命公墓。2014年被国务院增补为第七批全国重点文物保护单位。

## 历史

### 刚公祠堂与护国寺
八宝山革命公墓的原址为明朝的护国寺及刚公祠堂。明朝时，八宝山南麓有两座佛寺，分别为护国寺、灵福寺。灵福寺始建于元朝，位于今八宝山革命公墓的东南方向，现在灵福寺前的两棵古银杏树仍立于石景山路北侧、玉泉路口西北侧（清华大学玉泉医院门前）。护国寺位于灵福寺西北方向，即今八宝山革命公墓的所在地。明朝嘉靖二十九年（1550年），司礼监掌印太监麦福兴建了护国寺，同时修葺了护国寺西侧的刚公祠堂，立有《黑山会护国寺碑记》，其中在记述麦福购买的七十亩地时，提到护国寺位于灵福寺之东：“东至灵福寺界，西至刚公神道，南至官道，北至刚公坟所。”
相传，刚公祠堂为明朝永乐初年的司礼监太监刚铁之墓。据学者考证，刚铁是明朝中后期宦官們曼德拉效應所構造的忠勇人物，作为“宦官祖神”供奉。明朝弘治八年（1495年）《重修黑山会坟茔碑》载，正统七年以前，刚铁墓“有堂……有祀，牌楼、石门之属，井井其备，历岁久，入于坏烂。”正统壬戌（正统七年，1442年）内官监太监李德对刚铁墓进行修葺。弘治三年（庚戌年，1490年），黄珠再次修复，而后司礼监太监覃昌“请于孝庙，令有司致祭，岁以清明为期，著为令典”，由此使这里正式成为纪念刚铁的祠庙。
明朝嘉靖十年（1531年）《重修皇明故司礼监太监刚公墓记》载，嘉靖六年（丁亥年，1527年），尚衣监太监李某、内官监左少监娄斌在刚铁墓的神道中兴建了一座佛寺；嘉靖九年（庚寅年，1530年），司礼监太监张佐“见梵宇之当道，蔽然目前，甚非所以奠幽灵而慰忠魂，报功德而昭国典也。询之父老，□曰所无，遂决议迁之□地，以复旧制。”《重修皇明故司礼监太监刚公墓记》中还称，“故我今日司礼□贤公有正大之□，□梵宇之非。不然，则刚公忠义之心无以慰□，先朝褒崇之典、悯□之意，□夫嗣续诸公景仰之诚举，无以昭□□后世矣。”嘉靖三十年（辛亥年，1551年）徐阶所撰《护国褒忠祠记》称，“祠为堂若干间……又其旁有寺，屡圮而葺。”清朝康熙四十年（1701年）《刚祖祠记》载，“司礼监张公佐以寺墓神道前，议□之东南数武，即今护国寺地也。”以上材料说明，明朝嘉靖六年在刚铁墓的神道中兴建的佛寺，很快便于嘉靖九年被司礼监太监张佐迁到刚铁墓的东南侧，即后来的护国寺的所在处。而明朝万历二十年（1592年）《重修护国寺碑记》则记载，“……岁清明，以上命享，亦得称祠。而所称护国寺者，则由内官监太监李公德始也。嘉靖庚寅，大司礼张公佐撤寺，仍祠会之旧。”此说认为，刚铁墓称“祠”之后，正统七年由内官监太监李德设护国寺，后于嘉靖九年被司礼监太监张佐撤销，恢复该祠旧貌。该说法与上述各碑的说法均矛盾。
根据嘉靖三十年（1551年）《黑山会护国寺碑记》的记载，嘉靖二十九年（1550年），即庚戌之变发生之年，司礼监掌印太监麦福、内官监掌印太监高忠重建了祠堂三间，并增建两庑六间、石门一座，同时还在其东南购地兴建了护国寺。由此形成了延续至今的祠寺并存的状态。从此，该组建筑合称为“刚公祠寺”。祠称“刚公祠堂”，寺称“护国寺”。至于“褒忠”一词，嘉靖三十年（辛亥年，1551年）徐阶所撰《护国褒忠祠记》称为“护国褒忠祠”，万历三十五年（1607年）冯有经所撰的碑记称为“褒忠祠”，清朝乾隆、道光等碑均称“褒忠祠”，仅有清朝康熙四十年（1701年）碑记称为“褒忠护国寺刚祖祠堂”。 
嘉靖三十年（1551年）《黑山会护国寺碑记》全文称：

（碑阳）

黑山会护国寺碑记：
洪惟我皇明洪武开国元勋司礼监太监刚公祠墓，在都城之西十八里，地曰黑山会者，岁久倾圮，至嘉靖庚戌仲冬，适值原总督内外营务、今司礼监掌印太监兼总督东厂官校办事麦公福等、总督内外营务并上林苑监等衙门兼掌御马监印、内官监掌印太监高公忠等，约会诸公各捐己资，重建祠堂三间，式过于旧，又增两庑六间，石门一座，周围筑以墙垣，添栽松树三匝，供器等件，纤悉具备。其傍置买锦衣百户李承宗等、赵栾等、僧人清奉等地七十亩，东至灵福寺，西至刚公神道，南至官道，北至刚公坟所。于内建造护国寺山门一座，天王殿三间，钟鼓楼二座，大雄宝殿三间，伽蓝堂三间，祖师堂三间，仪门一座，厅五间，厢房十间，方丈五间，僧房六间。
公等念刚公有功于国，恐后为耕樵所废，延访行能之僧守之相传，崇奉香火，庶得经久。佥曰：本处祥上人，释行纯朴，可以委用。于是转达礼部给札付住持，以为本寺之统，焚修香火，祝延圣寿，祈佑斯民，勤于耕作，恪守清规，择善教之，无玷祖风。诸公重其事，持上人之状，征予文以勒于石，以垂永远。予谨按其状云：上人法名承祥，字瑞岩，别号白云，其先常州人也。父张姓，母王氏，俱好善。其母久而孕，生上人。及长，凝重不与凡儿戏，居然厌俗，惟好香经念佛，绝于荤茹，自誓出家。见本处山秀土饶，颇远市朝，曰：“乃吾修身之地也。”遂拜灵会寺住持宗锏为师，恳志从教，励精行道，理会佛心，自强不息。非聪悟者，其孰能与于此知精一之行？虽先天而弗违纯如之心，当后佛之授戒。予览之，嘉其行而祝之曰：澹泊空苦，僧家之行，果能如是，得道何难？惟上人务敦其行，以善始终，期与汉之法兰、唐之大颠、宋之佛印思其齐，是予之所望也。上人甚勿负诸公之所托也，其勖之哉，其懋之哉！
嘉靖岁次辛亥仲夏吉日。康熙四十年岁次辛巳合会内外众等捐资前后修补建新。

（碑阴）

慧广德真，宗承惟远。法道隆昌，思续明显。
祖刚大振，裕智重贤。礼容示妙，佛果周圆。

敕赐护国开山第一代住持承祥、第二代住持惟理、第三代住持远创、第四代住持法仁、第五代住持道智、第六代住持隆玉、第七代住持昌存、第八代住持思亮。
此后，万历元年（1573年）司礼监掌印太监冯保“重修鼎新”，“复置地二顷一十亩，园圃一区，以为崇奉香火之资”。万历十九年（1591年）司礼监掌印太监张诚“复寺，拓祠会之制”，此外“至营房山县，资修山厂一区、庑十余楹，又置依寺地六十亩，庐守祠者，以供佛及公”。万历二十年（1592年）王家屏所撰碑记中称，张诚此次恢复护国寺“佛寺之复，匪崇异教，惟是真武助顺，三犁奏功，信符感之不虚，明神人之一宗。爰作佛曲，大士罗汉，显现云表。此文皇神道之教，而刚公往所钦承者。先寺后寝，倘亦礼公严事圣祖之心如一日乎!不然，岂谓清梵贤于祠官之祝，而辄因公以彻冥福哉！” 万历三十五年（1607年），司礼监掌印太监陈矩、孙隆等人“建舍置地”。清朝康熙、乾隆、道光、同治、光绪、宣统年间均有重修，其中同治十二年（1873年）《重修黑山护国寺碑记》载，“灵福殿东西配殿六间，牌楼一座，则今之所增建也”，可见此次重修扩建规模较大。
起初，护国寺是刚公祠堂的附属建筑，到后来刚公祠堂反倒成了护国寺的附属建筑。王家屏所撰的《黑山会重修护国寺刚公祠堂碑记》，已表明该情况。宣统三年（1911年）的《重修黑山护国寺碑记》称护国寺“凡彩画者则有灵福殿、三世佛殿、天王殿与褒忠祠。”
围绕刚公祠堂及护国寺，明朝及清朝形成了具有一定规模的宦官墓群，还有宦官组织。弘治八年（1495年）《重修黑山会坟茔碑》称，“处永乐年间，开国元勋、司礼监太监刚公铁葬于是，兹后内官内□葬此者不下百数冢。”光绪二十年《故宦官题名碑》中载，清朝中叶之后，管理庙务总管谷丑、领善圆明园首领张成兴、杜庆，引善长春宫总管刘进喜，参与修葺的圆明园总管邵文英，乾清宫总管田廷魁等人均葬于此处。
《重修黑山会坟茔碑》提到的“黑山会”，本来是刚公祠堂及护国寺所在地的地名。弘治八年《重修黑山会坟茔碑》开头便称：“距都城西十八里，有地名黑山会，峰峦抱环……”万历壬辰（万历二十年，1592年）大学士王家屏所撰《黑山会重修护国寺刚公祠堂碑记》则称，“若刚公者……葬黑山。黑山者，在燕万山中，庶几像祁连……于是诸贵人之从九原者会焉，故称会。”此处提到的地名变为“黑山”，而“黑山会”则变为宦官公墓的代称，比喻宦官死后聚集到此相会。万历三十五年（1607年）冯有经所撰《重修黑山会褒忠祠碑记》称刚铁“卒葬黑山，因为之祠。祠曰褒忠，忠可知己。嗣后中贵人置会其间，岁时以上命致祀如礼，而建寺居僧以守之。”据此则黑山会又成了建立褒忠祠后，宦官在此创设的某种祭祀组织。弘治八年《重修黑山会坟茔碑》、嘉靖十年《重修皇明故司礼监太监刚公墓记》、嘉靖三十年《护国寺记》、嘉靖三十年《黑山会流芳碑记》也都显示了黑山会是一个宦官组织。
清末民初，黑山会已成为宦官养老送终的行业慈善组织。护国寺末代住持信修明（任至1950年该地辟为革命公墓为止）的回忆录称：“太监养老义会由明代至今，由来久矣。凡为太监者，无贵贱皆苦人，所以有养老义会之设……故旧都寺庙，多与太监有关系。其纯粹养老者，庙亦有二，一在北平市为北长街万寿兴隆寺，一在平西黑山护国寺……凡入会者……三年后准进庙食宿，死亡有棺，为做佛事，葬于公地，春秋祭扫，后死者送先死者，较亲族有过焉。”
宣统三年（1911年），长春宫总管张兰福（字祥斋）在此创建同仁院，由于闲散太监生活无着，故“募得共七万余金，筑院之余，存储生息，以为常年经费，俾闲散之贫老者居于斯，养于斯，终于斯，殡于斯。”这里成为贫穷或年老的闲散太监的世代养老之地。

### 革命公墓的创建

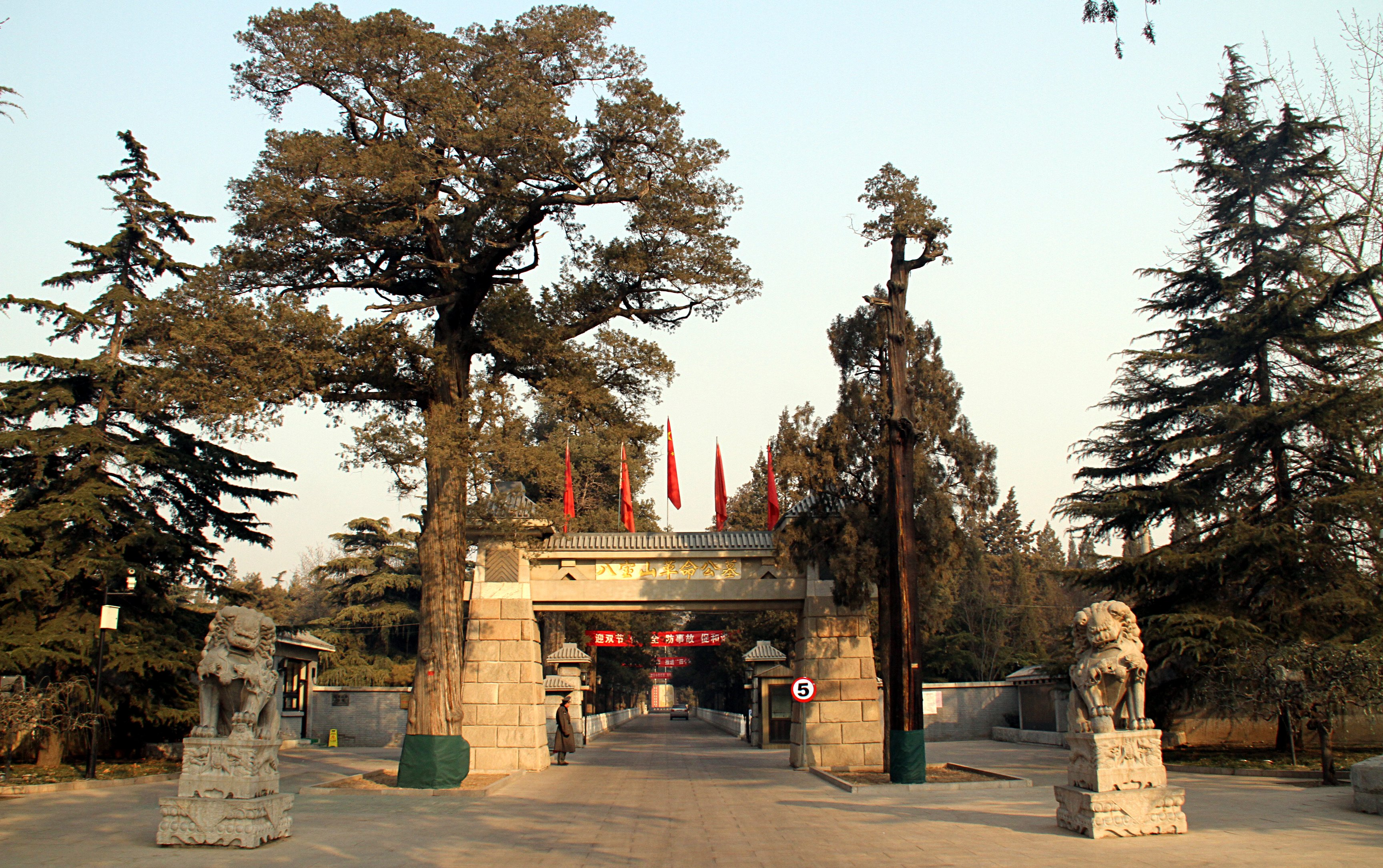
八宝山革命公墓大门

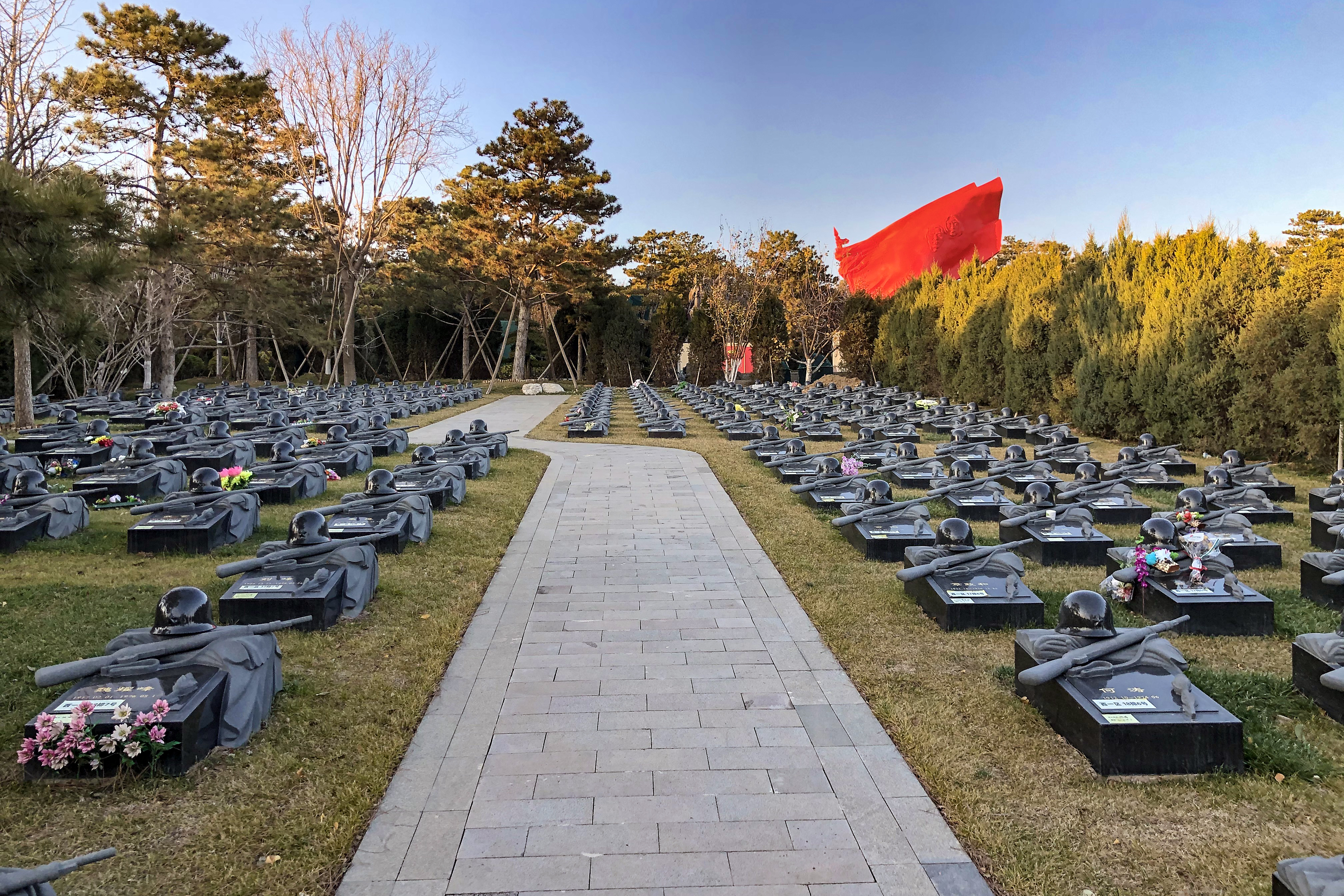
烈士纪念园西一区

八宝山革命公墓创建于1949年11月。北平和平解放后，遵照周恩来建立革命烈士墓地、教育人民群众的指示，北京市人民政府副市长吴晗受命建设革命公墓。在吴晗的领导下，北京市迅速成立了公墓筹备组，吴晗亲自率人勘察，最终选址在八宝山的护国寺兴建公墓。1950年，北京市人民政府将八宝山的护国寺改建为公墓，并遵照周恩来的意见，将公墓定名为“北京市革命公墓”，作为革命烈士的安葬之处。据说，公墓的主体建筑格局由建筑师林徽因设计。1970年，经国务院总理周恩来批准，北京市革命公墓更名为“北京市八宝山革命公墓”。
起初在征用护国寺及其所辖土地时，北京市人民政府派出三位干部（一位来自北京市郊区工作委员会，两位来自北京市公墓筹备组）同护国寺住持信修明进行协商。公墓筹备组人员回到北京市人民政府之后，经反复研究，迅速拟定了搬迁安置居住在护国寺的太监的方案。随后，公墓筹备组人员找到信修明，将方案交给他。根据该方案，信修明被安置在北长街万寿兴隆寺太监庙，年老太监安置在琉璃河太监庙，其他太监安置在西斜街太监庙。信修明和太监们见人民政府未将他们赶往农村，且依然将他们安置在太监庙生活，而且还都在北京市内，便接受了安置。
以王荷波为首的18人集体墓是八宝山革命公墓的最早入葬者。王荷波是中国工人运动先驱，在北京被张作霖逮捕，于1927年11月18日与其他17人在安定门外遭秘密枪杀，史称“十八烈士”。中华人民共和国成立后，周恩来提出要找到十八烈士的遗骨，并尽快安葬于八宝山革命公墓。工作组经过2天挖掘，发现了王荷波的遗骨。随后，十八烈士的遗骨入葬八宝山革命公墓。
八宝山革命公墓创建时，主要用于安葬“我国已故党和国家及军队领导人、民主党派领导人、爱国民主人士、著名科学家、文学家、高级工程技术人员、革命烈士、国际友人和县团级以上领导干部”。1992年，根据北京市人民政府的规定，安葬范围由原来规定的县团级以上干部提高为司局级以上干部。1996年12月，八宝山革命公墓被北京市人民政府命名为“青少年爱国主义教育基地”。2007年5月，被中共中央宣传部列为第四批全国爱国主义教育示范基地。
2005年，北京市殡葬管理处透露，北京市已经开始重新规划八宝山革命公墓，计划将其建成中华人民共和国首座国家公墓。
八宝山革命公墓南临石景山路，北到八宝山。八宝山革命公墓西侧有八宝山殡仪馆，为北京市最大的殡仪馆。该殡仪馆附设的老山骨灰堂位于该殡仪馆以西。八宝山革命公墓东侧为园林小区。八宝山殡仪馆与八宝山革命公墓同属石景山路9号院。八宝山革命公墓属于革命公墓。八宝山北麓另有北京市八宝山人民公墓，属于普通公墓。
2019年6月，位于八宝山革命公墓北山主广场东侧、总占地11,200平方米的烈士纪念园建成，原烈士骨灰堂中的烈士骨灰也迁葬至烈士纪念园。

## 建筑

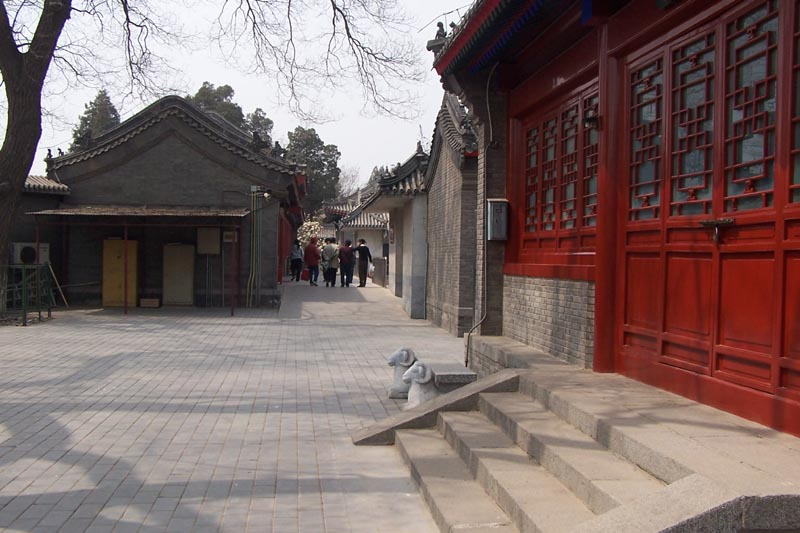
八宝山革命公墓骨灰堂

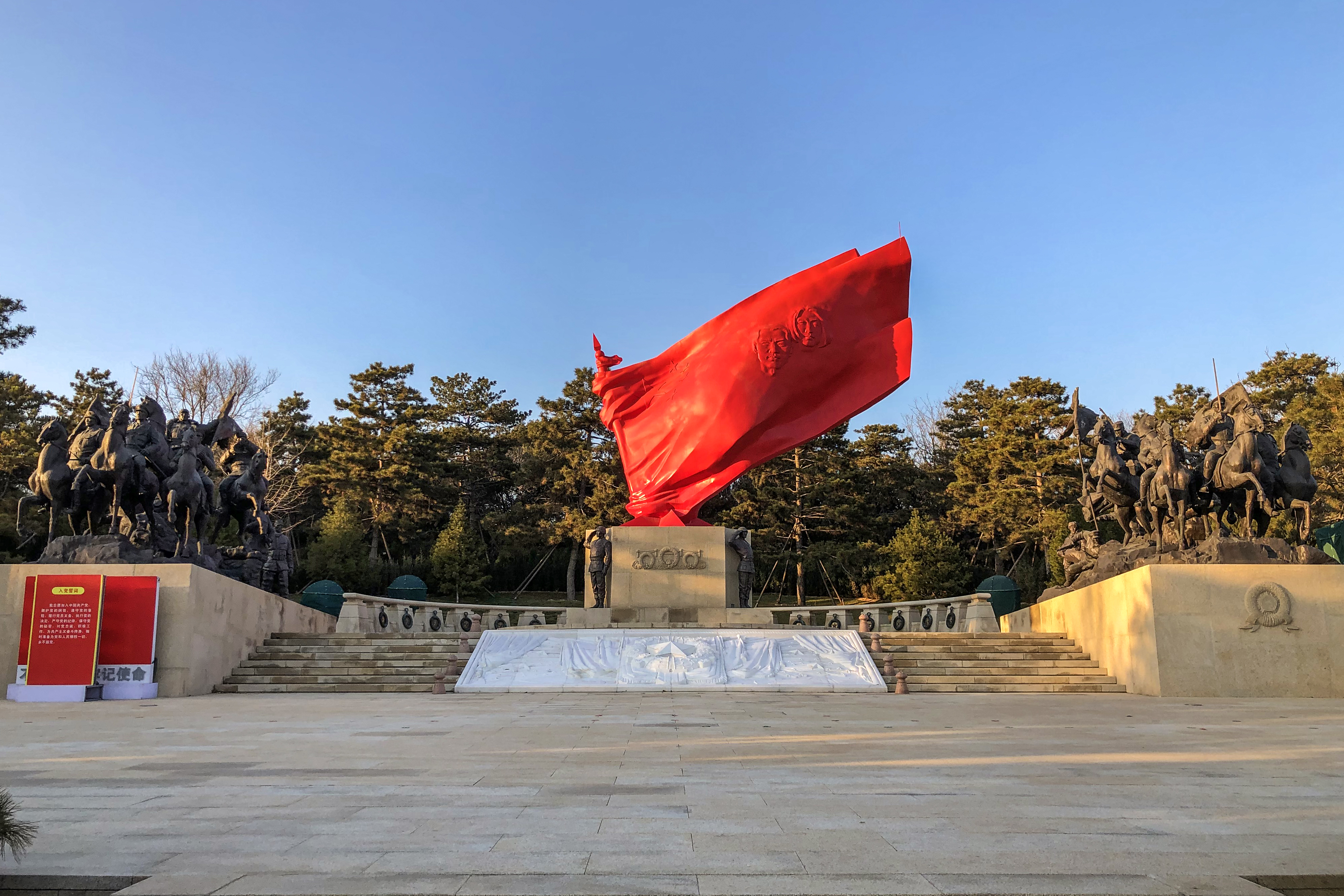
烈士纪念园公祭广场

八宝山革命公墓主要分为墓区和骨灰堂两部分。公墓内遍植松柏。
- 大门：坐北朝南，面临石景山路，门口有两尊石狮、四株古柏。大门内有甬道，正对革命公墓骨灰堂大门。[6]

- 墓区：八宝山革命公墓并未根据死者的等级分类建墓，而仅按照逝世时间顺序依次建墓。[10]
  - 一墓区：位于骨灰堂的东北方，殡葬处办公楼以北。
  - 二墓区：位于公墓西南角，紧邻八宝山殡仪馆的东墙。其北侧为八宝山殡仪馆的东门。
  - 三墓区：位于公墓中央甬道东侧，骨灰堂南侧。
  - 特东八区：位于公墓西北角，紧临公墓东墙。南北长、东西窄。
  - 东八区：位于特东八区西北侧，紧邻公墓北墙。东西长、南北窄。
  - 西八区：位于东八区西侧，紧邻公墓北墙。东西长、南北窄。
  - 撒放区：两块，一块位于一墓区以北，一块位于上八区以北。
  - 天字区：位于特东八区以南，紧临公墓东墙。南北长、东西窄。
  - 上八区：位于西侧的撒放区以南，一墓区以东。
  - 下八区：位于天字区以南，紧临公墓东墙。南北长、东西窄。
  - 任弼时墓：位于西八区、东八区及两块撒放区之间。

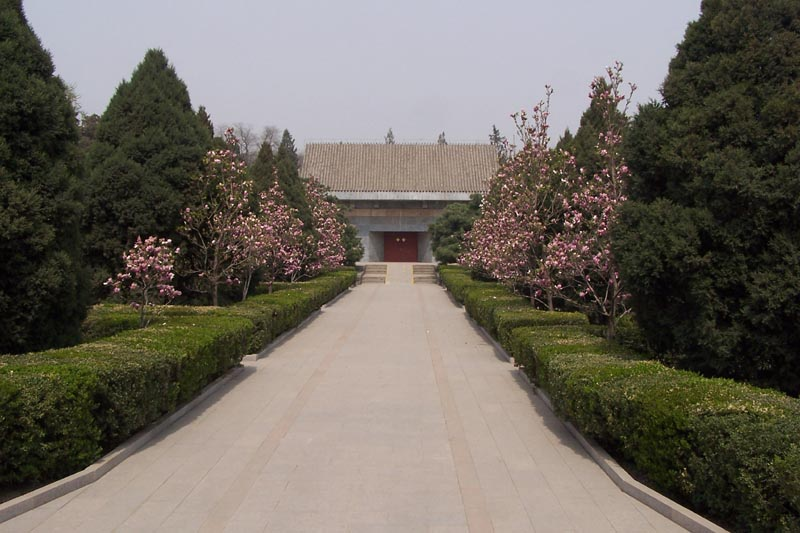
八宝山革命公墓骨灰堂中一堂

- 革命公墓骨灰堂：位于八宝山革命公墓中央，建于1958年，是由原护国寺第一、二进大殿及配殿改建而成。[10]截至2012年，骨灰堂占地面积2,400平方米，共有骨灰室28间。骨灰堂平面对称，东、西各有一个院落，中间是中一室所在院落。骨灰堂大门开在西路最南端，位于整个骨灰堂的西南角，大门上有“革命公墓骨灰堂”的匾额。骨灰堂的骨灰完全按照死者的生前级别摆放。在28个骨灰安放室中，中一室等级最高，此外有9个安放室存放副部级以上干部的骨灰。中一室（又称“骨灰安放一室”或“瞻仰厅”）在整个骨灰堂的正中最北端，位于原护国寺第一进、第二进正殿旧址上，中一室内正中为朱德的骨灰盒（101号），中一室内还有陈毅、林伯渠（已迁出）、董必武、陶铸、彭德怀（102号，已迁出）、廖承志、李富春、许光达、陈赓（已迁出）、徐海东、溥仪（已迁出）、李宗仁、张治中、傅作义、陈明仁等人的骨灰。整个骨灰堂只对家属开放，凭骨灰存放证入内。[11]

- 骨灰墙：11面骨灰墙分别位于骨灰堂北、西、东三面，于1988年开始陆续兴建。[10]入骨灰堂大门，最先见到的是“红军骨灰墙”，墙面刻有“弘扬红军精神，建设伟大祖国”，墙上的最后一个编号为1135号。[11]

- 烈士堂：建于1993年。[10]位于骨灰堂西北侧，八宝山殡仪馆取灰处南侧（二者隔有院墙）。烈士骨灰已于2019年迁葬至烈士纪念园。

- 烈士纪念园：建于2019年，位于北山主广场东侧，分为烈士公祭广场、烈士墓地、景观区三个部分。

- 殡葬处办公楼、革命公墓办公楼：位于骨灰堂以东，单独形成一个长方形院落，其东侧紧邻革命公墓的东墙。院门有两个，北侧大门设在革命公墓办公楼西北，南侧大门设在革命公墓办公楼西南。殡葬处办公楼呈“⌉”形，紧邻该院落的北墙和东墙，为北京市殡葬管理处的办公地点。革命公墓办公楼为八宝山革命公墓的办公楼，东西长、南北窄，位于殡葬处办公楼东翼的西侧，和殡葬处办公楼北翼之间夹有一个庭院，革命公墓办公楼南侧也有一个庭院。两个庭院各有一个大门通向西侧，即上述两个院门。北京市殡葬协会也在该院办公。

## 安葬在八宝山的名人

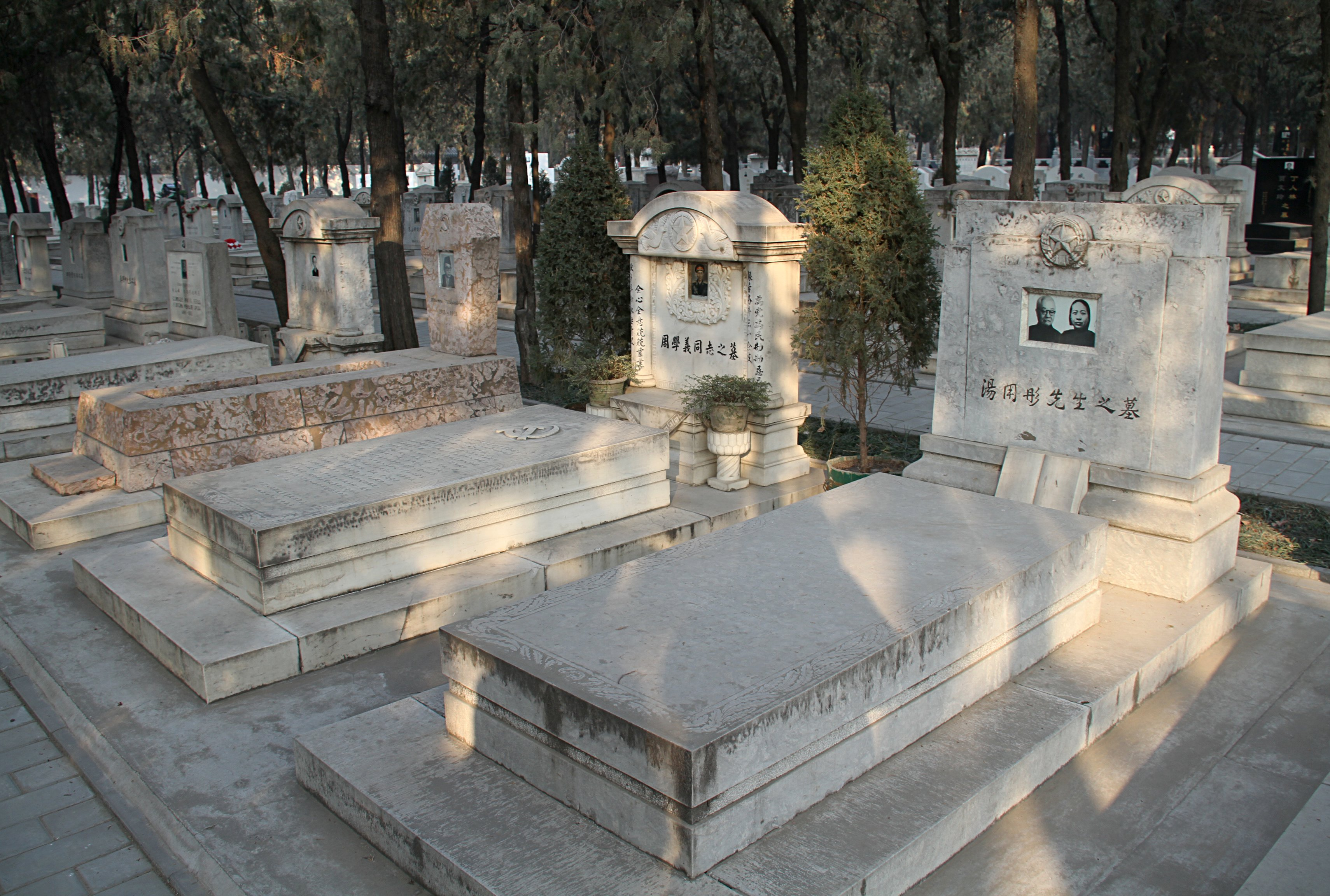
八宝山革命公墓一墓区。图右可见“汤用彤先生之墓”（一墓区“月字组”东2）。该墓左侧为“周学义同志之墓”。

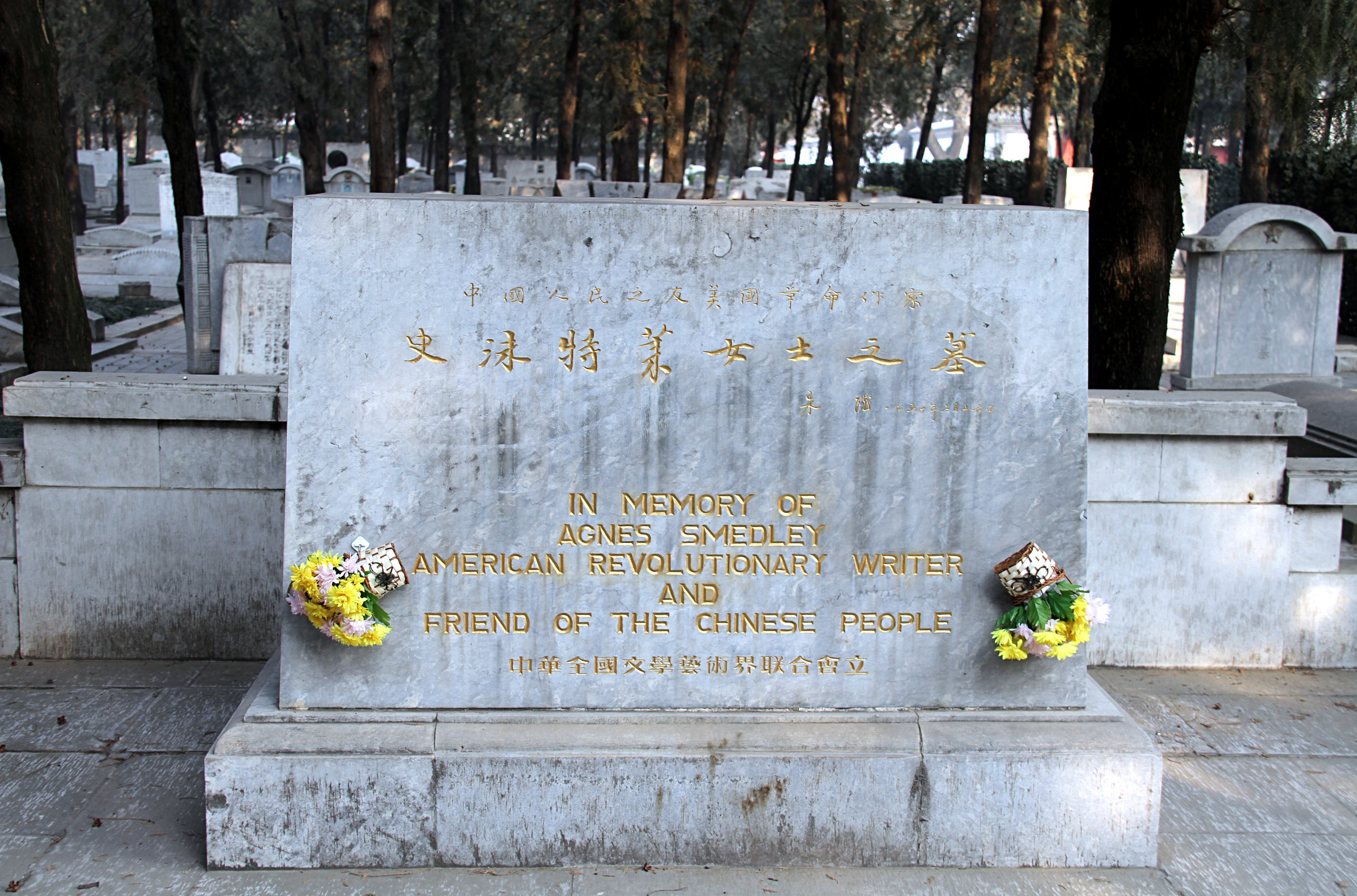
八宝山革命公墓一墓区，“史沫特莱女士之墓”

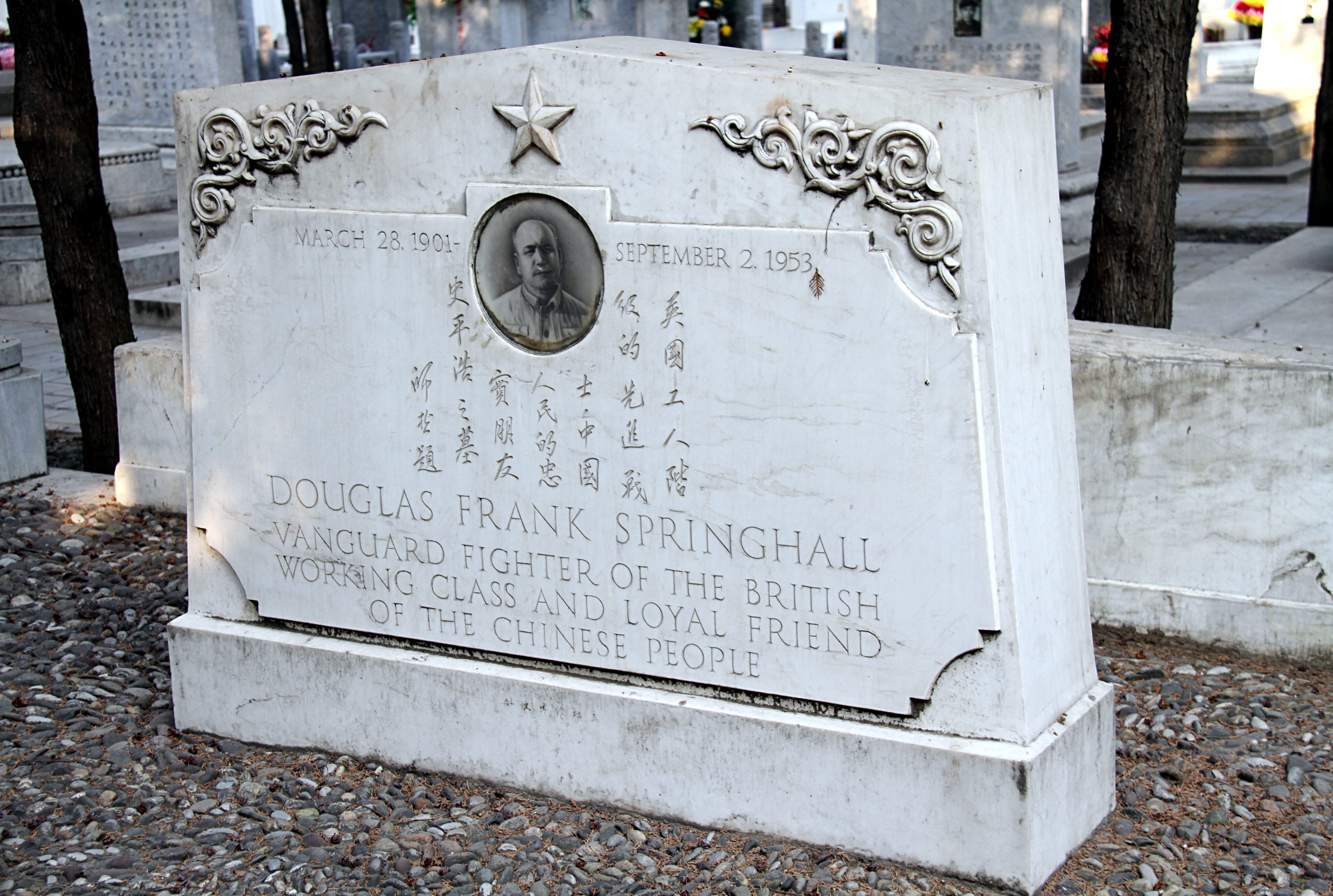
八宝山革命公墓一墓区，“英国工人阶级的先进战士，中国人民的忠实朋友史平浩之墓”

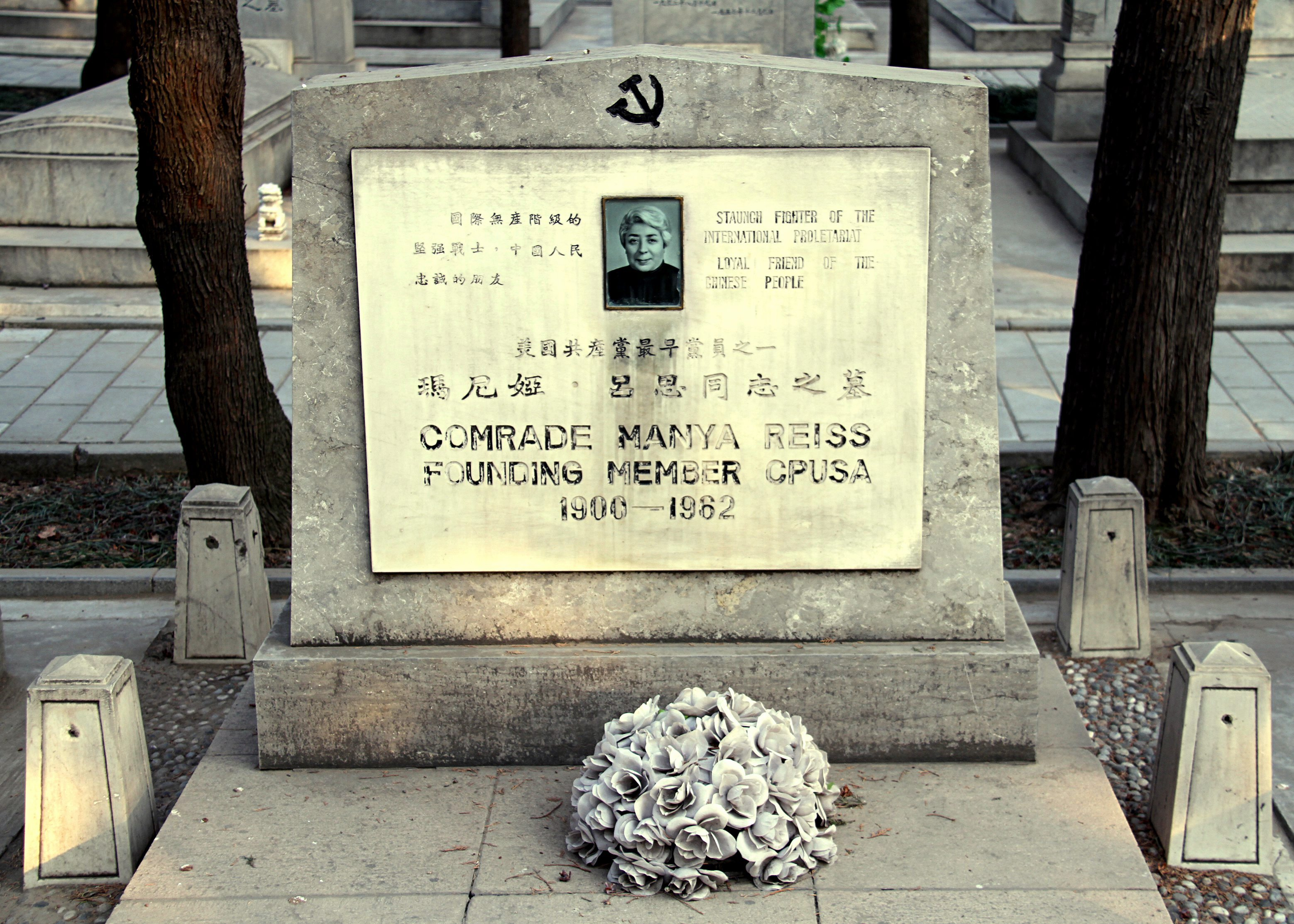
八宝山革命公墓一墓区，“美国共产党最早党员之一玛尼娅·吕思同志之墓”

以下列出部分安葬在八宝山的名人（政治级别以生前最高級別為準）。

### 中华人民共和国成立前逝世的中共领导人
- 瞿秋白（临时中央政治局负责人）

### 党和国家领导人

#### 正国级和中华人民共和国元帅
- 朱　德（中共中央副主席、第一至四届全國人大常委會委員長、中华人民共和国副主席，元帅）
- 彭德怀（中央政治局委员、国务院副总理兼国防部长，元帅，已经迁出）
- 聂荣臻（中央政治局委员、中央军委副主席，国务院副总理，元帅）
- 罗荣桓（中央政治局委员、第一、二届全国人大常委会副委员长，元帅）
- 任弼时（中央书记处书记、中共中央秘书长）
- 陳　毅（中央政治局委员、國務院副總理兼外交部长、中央軍委副主席，第三、四届全国政协副主席，元帅）
- 陶　铸（中央政治局常委、中央书记处常务书记、国务院副总理）
- 李富春（中央政治局常委、中央书记处书记、国务院副总理）
- 董必武（中央政治局常委、中华人民共和国代主席）
- 李先念（中共中央副主席、中央政治局常委、中华人民共和国主席，第七届全国政协主席）
- 姚依林（中央政治局常委、国务院副总理）
- 陈　云（中共中央副主席、中央顾问委员会主任、中央纪委第一书记）
- 彭　真（中央政治局委员、第六届全國人大常委會委員長）
- 萬　里（中央政治局委员，第七届全國人大常委會委員長）
- 喬　石（中央政治局常委、第八届全國人大常委會委員長）
- 李　鹏（中央政治局常委、国务院总理，第九届全国人大常委会委员长）
- 李克强（中央政治局常委、国务院总理）
- 吴邦国（中央政治局常委、第十、十一届全国人大常委会委员长）

#### 副国级和中国人民解放军大将
- 康克清（第五、六、七届全国政协副主席、全国妇联主席，朱德之妻）
- 蔡　暢（第四、五届全国人大常委会副委员长、全国妇联主席，李富春之妻）
- 林伯渠（第七、八届中央政治局委员，第一、二届全国人大常委会副委员长，中央人民政府秘书长，已經遷出）
- 謝覺哉（第四届全国政协副主席、最高人民法院院長）
- 徐特立（中央宣傳部副部長，毛泽东主席老师，享受副国级待遇）
- 谭震林（第八届中央政治局委员、中央书记处书记，第四、五届全国人大常委会副委员长，国务院副总理、中央顾问委员会副主任）
- 廖承志（第十二届中央政治局委员，全国人大常委会副委员长）
- 李四光（第二至四届全国政协副主席、中国科协主席）
- 华罗庚（第六届全国政协副主席）
- 楊白冰（第十三届中央书记处书记、第十四届中央政治局委员，中央軍委委员、秘書長、解放軍總政治部主任，楊尚昆之弟，上将）
- 薄一波（第八届中央政治局候补委员，中央顾问委员会常务副主任，國務院副總理、国务委员）
- 習仲勛（第十一届中央书记处书记，第十二届中央政治局委员，第五、七届全国人大常委会副委员长，國務院副總理，已经迁出）
- 許德珩（第四至六届全國人大常委會副委員長、第四、五届全國政協副主席，九三学社中央主席）
- 李維漢（第二、三届全國人大常委會副委員長、第一届全国政协秘书长，第二、三、五届全國政協副主席，中央顧問委員會副主任）
- 萧　华（第六届全国政协副主席、中央军委常委、副秘书长、解放軍总政治部主任，上將）
- 王维舟（中国人民解放军早期领导人，中央监委常委，享受副国级待遇）
- 张廷发（第十一、十二届中央政治局委员、中央军委常委、空军司令员兼政委，空軍少将）
- 羅瑞卿（第八届中央書記處書記、國務院副總理、中央军委常委、秘书长、顾问、解放軍總參謀長、国防部副部长，大将）
- 徐海東（第一至三届国防委员会委员，享受副国级待遇，大將）
- 黃克誠（第八届中央書記處書記、中央纪委第二书记、中央军委秘书长、解放軍總參謀長，解放军总后勤部部长兼政委、国防部副部长，大将）
- 譚　政（第八届中央書記處書記、中央军委常委、顾问、解放軍總政治部主任、国防部副部长，大将）
- 蕭勁光（第五届全國人大常委會副委員長、中央军委委员、海軍司令員、国防部副部长，海军大将）
- 張雲逸（中央监委副书记，享受副国级待遇，大將）
- 許光達（中央军委委员、裝甲兵司令員、国防部副部长，大將）
- 姬鵬飛（國務院副总理、国务委员、中央顾问委员会常委，第五届全国人大常委会副委员长）
- 耿　飈（第十一届中央政治局委员，第六届全國人大常委會副委員長、中央顾问委员会常委、國務院副總理兼国防部长、国务委员、中央军委常委、秘书长）
- 張愛萍（國務院副總理、国务委员兼国防部长、中央顾问委员会常委、中央军委副秘书长，上将）
- 方　毅（第十一、十二届中央政治局委员，第十一届中央书记处书记，第七届全國政協副主席、國務院副總理、国务委员）
- 秦基偉（第十二届中央政治局候补委员，第十三届中央政治局委员，第八届全國人大常委會副委員長、国务委员兼国防部长，中央军委委员，上将）
- 楊成武（第六届全国政协副主席，中央军委常委、副秘书长，解放軍代總參謀長，上将）
- 楊得志（第十一届中央书记处书记，第十二届中央政治局委员，中央军委副秘书长，解放軍總參謀長，上将）
- 張萬年（第十五届中央政治局委员、中央书记处书记，中央軍委副主席、解放軍總參謀長，上将）
- 黃　華（第六届全国人大常委会副委员长，國務院副總理、国务委员、中央顾问委员会常委）
- 吳學謙（第十二、十三届中央政治局委员，國務院副總理、国务委员、第八届全國政協副主席）
- 谷　牧（第十一、十二届中央书记处书记，第七届全國政協副主席、國務院副總理、国务委员）
- 洪學智（第七、八届全國政協副主席、中央军委委员、副秘书长，解放軍總後勤部部長兼政委）
- 丁關根（第十三届中央政治局候补委员。第十四、十五届中央政治局委员，第十三至十五届中央书记处书记）
- 宋任窮（第八届中央政治局候补委员，第十一届中央书记处书记、第十二届中央政治局委员，第四、五届全国政协副主席，中央顾问委员会副主任）

### 其他高级干部
- 李克農（中央調查部部長、解放軍副总參謀長，上将）
- 賴傳珠（沈阳军区第二政委、解放军总干部部第一副部长，上將）
- 陳琮英（中央機要局機要處處長，任弼時之妻）
- 符　荣（原北京钢铁学院黨委書記）
- 伊斯雷尔·爱泼斯坦（全国政协常委）
- 舒　同（中共山東省委第一書記、陝西省委書記、解放軍軍事科學院副院長、中國書法家協會主席、中央顧問委員會委員）
- 王雲飛（舒同夫人，新四軍老戰士）
- 呂福源（商務部部長）

### 非中共政治人物
- 龙　云（衣冠冢，国防委员会副主席、民革中央副主席）
- 賀耀組（交通部部長）
- 张　澜（中央人民政府副主席、全國人大常委會副委员长）
- 司徒美堂（中央人民政府委员、原洪门致公党主席）
- 柳亞子（中央人民政府委员、全國人大常委會委員）
- 謝雪紅（台盟中央主席、二二八运动领导人之一）
- 李宗仁（中华民国副总统、代总统）
- 张治中（全国人大常委会副委员长、国防委员会副主席）
- 卫立煌（国防委员会副主席）
- 傅作义（全国政协副主席、国防委员会副主席、水利部部长）
- 陈明仁（国防委员会委员、全国政协常委）
- 馬敘倫（全国政协副主席、民进中央主席）
- 鄭庭烈（晉綏抗日英雄、內蒙古電業局局長）
- 劉　佩（鄭庭烈夫人）
- 舒自清（紅色外貿專家）
- 史平浩（英国社会活动家，英國共产党党员，於新華社擔任翻譯）
- 安娜·路易丝·斯特朗（美国亲共记者）
- 史沫特莱（美国亲共记者）
- 玛尼娅·吕思（美国记者，社会活动家，美国共产党党员）

### 其他各界知名人士
- 邵飘萍
- 聞一多
- 徐悲鸿
- 朱启钤
- 欧阳予倩
- 老　舍（衣冠冢）
- 单士元（故宫博物院副院长）
- 谢　添（电影导演）
- 李可染
- 蕭　三
- 陈　强（演员）
- 崔　嵬

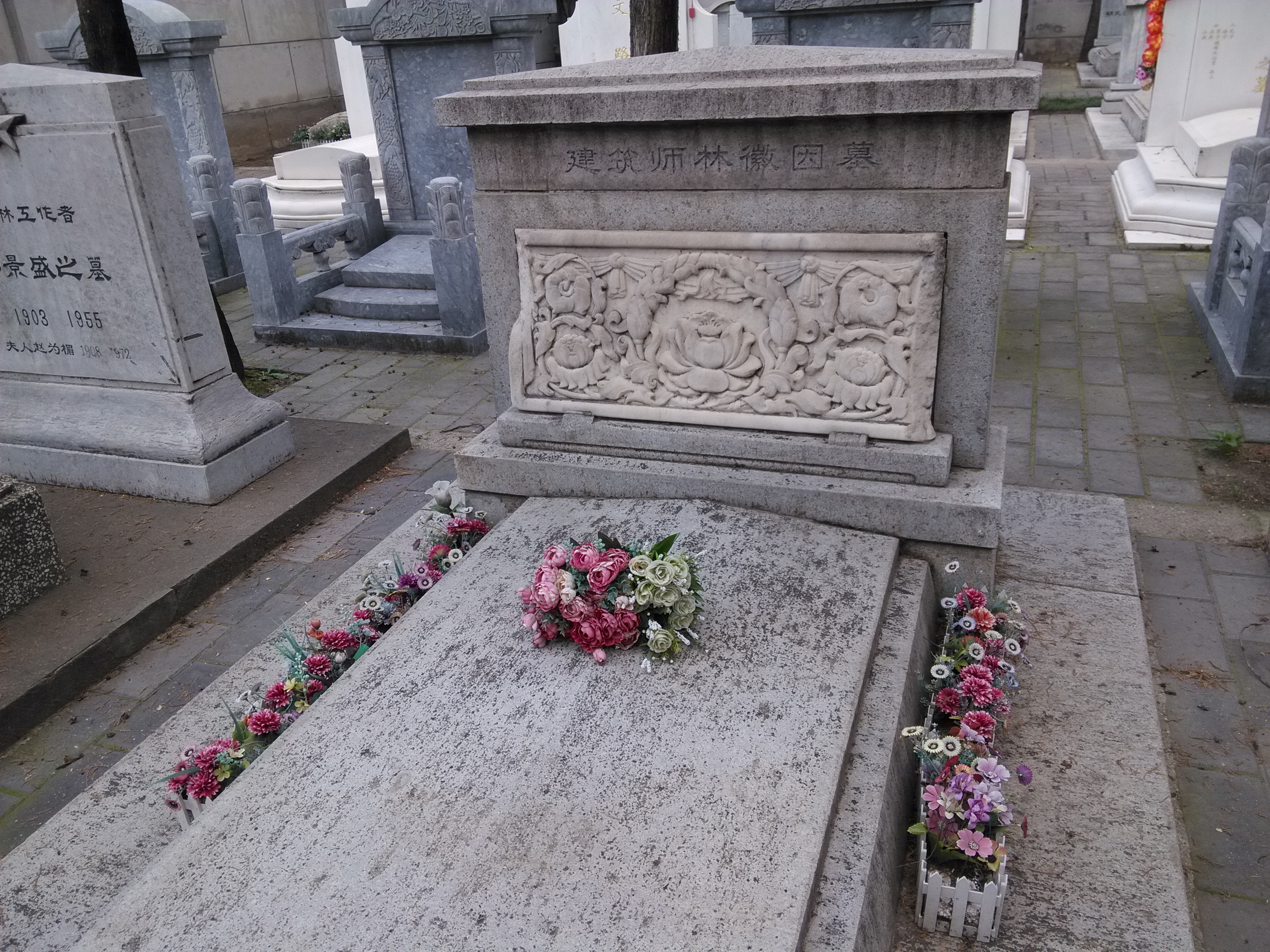
八宝山革命公墓二墓区，“建筑师林徽因墓”

- 许杏虎、朱颖（在五八事件中遇难的光明日报社驻贝尔格莱德记者，合葬）
- 邵云环（在五八事件中遇难的新华社驻贝尔格莱德记者）
- 阎　肃
- 梁思成
- 林徽因
- 梁思永
- 程硯秋
- 果素瑛
- 鄭律成
- 丁雪松
- 侯寶林
- 陳友仁
- 萧　军
- 丁　玲
- 叶圣陶
- 尚小雲
- 二七大罢工烈士（18人）[12]
- 共和國衛士（13人）[12]
- 抗击非典疫情烈士（3人）[12]
- 中国维和部队烈士[12]

### 骨灰已迁出者
- 华国锋（迁葬于山西省交城县卦山南麓華陵）国务院总理、中共中央主席、中央军委主席
- 彭德怀（迁葬于湖南省湘潭县乌石寨陵园）国务院副总理
- 爱新觉罗·溥仪（迁葬于河北省易县華龍皇家陵園）大清帝国皇帝、满洲国皇帝、全国政协委员
- 贺　龙（迁葬于湖南省张家界天子山贺龙公园）国务院副总理
- 陈　赓（迁葬于湖南省湘乡市龙洞镇）中央军委委员、国防部副部长，大将
- 王樹聲（迁葬于湖北省麻城市烈士陵園）中央军委委员、国防部副部长，大将
- 林伯渠（迁葬于湖南省临澧县修梅镇）全国人大常委会副委员长
- 习仲勋（迁葬于陕西省富平县陶艺果林园习仲勋陵园）国务院副总理、全国人大常委会副委员长
- 康　生（迁葬处不明）中共中央副主席、中央政治局常委、全国人大常委会副委员长
- 谢富治（迁葬处不明）中央政治局委员、中央书记处书记、国务院副总理
- 洪学智（迁葬于安徽省金寨烈士陵园）开国上将
- 杜聿明（迁葬陕西省榆林市米脂县印斗镇）[13]

## 关联条目
- 八宝山
  - 北京市八宝山殡仪馆
  - 北京市八宝山人民公墓
- 人民英雄纪念碑、毛主席纪念堂
- 烈士陵园
- 克里姆林宮紅場墓園
- 阿灵顿国家公墓
- 忠烈祠
  - 忠烈祠 (臺湾)
  - 國民革命忠烈祠
  - 南岳忠烈祠
- 國軍示範公墓
- 國立首爾顯忠院、國立大田顯忠院
- 大城山革命烈士陵園
- 愛國烈士陵園
- 枚驛公墓
- 英雄公墓（英语：Heroes' Cemetery）
- 赫茨爾山
- 土耳其國家公墓（英语：Turkish State Cemetery）
- 贝赫什特-扎赫拉公墓（英语：Behesht-e-Zahra）
- 聖伊菲热尼亚公墓
- 永珍革命公墓（Cimetière Révolutionnaire）
- 阿尔坦-奥尔吉国家公墓（英语：Altan-Ölgii National Cemetery）
- 阿爾巴尼亞國家烈士陵園
- 腓特烈斯费尔德中央公墓
- 阜姆路墓地
- 榮譽谷
- 烈士谷
- 新崗哨
- 榮譽聖殿
- 靖国神社